# Río Jatun Mayu (Chapare)
Der Río Jatun Mayu ist ein Fluss im Departamento Cochabamba in Bolivien, der sich bei der Ortschaft San José mit dem Río Puca Mayu zum Río Palca Mayu vereinigt.

## Verlauf
Der Río Jatun Mayu entspringt auf einer der Hochflächen der Kordillere von Cochabamba in einer Höhe von 3910 m im Municipio Sacaba in der Provinz Chapare nahe der Ortschaft Jatun Rumi, acht Kilometer nordwestlich des Corani-Sees (Laguna Corani). Der Fluss fließt auf den ersten dreißig Kilometern im Wesentlichen in nördlicher Richtung und schwenkt dann für den Rest des Laufes in nordöstliche Richtung um. Ab Flusskilometer 4 ist der Río Jatun Mayu dann bis zu seinem Flussende Teil des Nationalpark Tunari (spanisch Parque Nacional Tunari, PNT). Ab Kilometer 35 bildet der Fluss auf den folgenden sechs Kilometern die Grenze zwischen dem Municipio Sacaba und dem Municipio Villa Tunari und fließt auf den verbleibenden anderthalb Kilometern allein im Municipio Villa Tunari. Der Fluss vereinigt sich nach insgesamt 42,5 Kilometern auf einer Höhe von 1263 m mit dem Río Puca Mayu zum Río Palca Mayu.

## Ortschaften
Zu den Ortschaften am Río Jatun Mayu gehören (flussabwärts):
- Jatun Rumi
- Tablas Monte
- Maica Monte
- San José